# Дальневосточное морское пароходство
Дальневосто́чное морско́е парохо́дство (ДВМП, англ. Far-Eastern Shipping Company, FESCO) — одна из крупнейших российских судоходных компаний. Полное наименование — Публичное акционерное общество «Дальневосточное морское пароходство». Головная компания транспортной группы FESCO. Штаб-квартиры — в Москве и Владивостоке.

## История

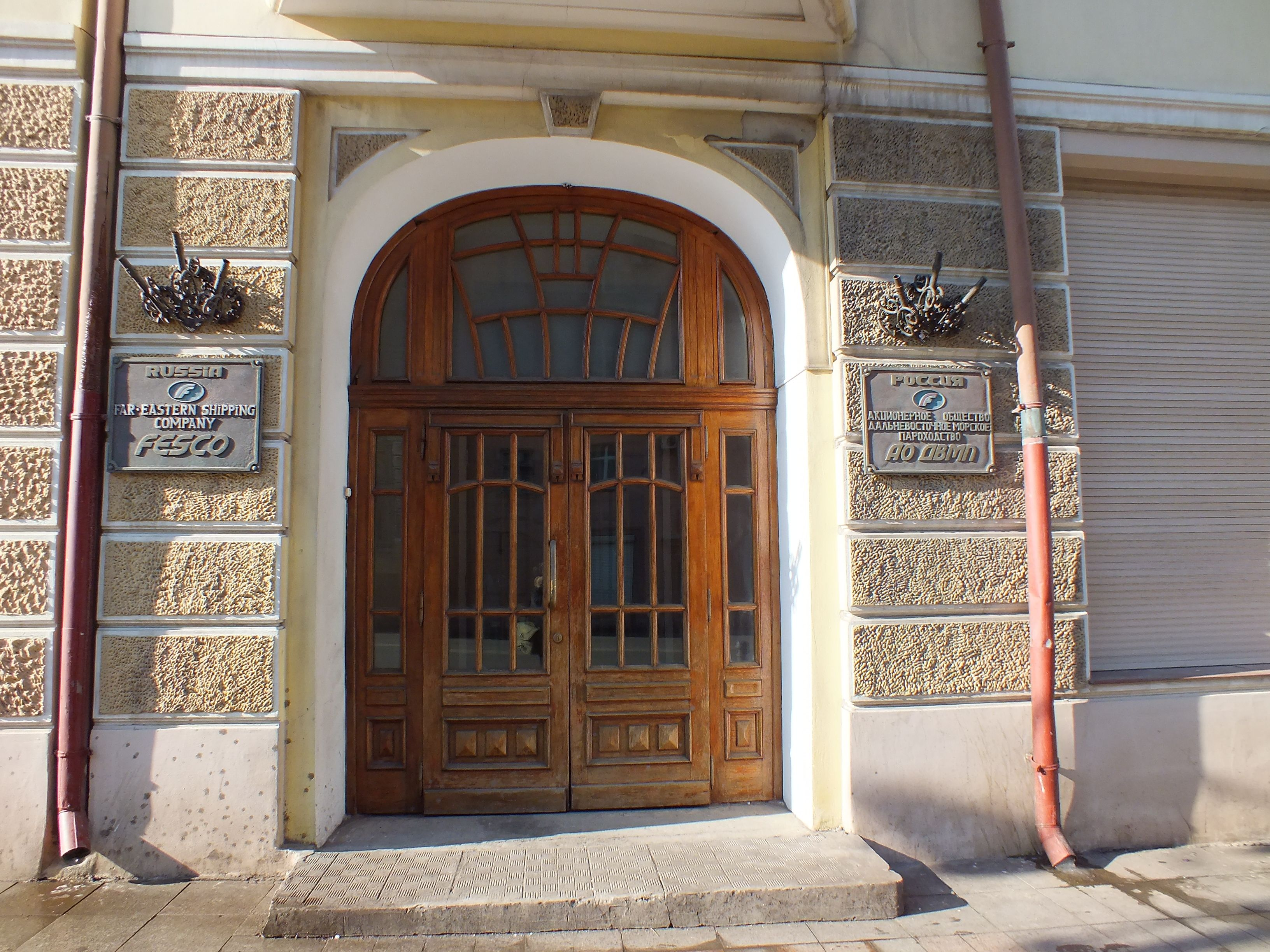
Центральный вход в здание ДВМП (FESCO)

Датой основания пароходства считается 24 или 25 апреля 1880 года. 12 (24) апреля 1880 года из Одессы во Владивосток прибыл пароход Добровольного флота «Москва». С него началось регулярное русское торговое мореплавание между портами европейской России и Дальнего Востока. Судно прибыло с более чем 980 тоннами груза, из которых 800 тонн принадлежали 12 частным фирмам. Грузы были адресованы во Владивосток, Николаевск-на-Амуре и Дуэ на Сахалине. Агент Василий Есипов, прибывший на пароходе, создал местное агентство, которое превратилось в управление делами Добровольного флота на Дальнем Востоке.
В июне 1880 года на Дальний Восток из Одессы прибыл второй пароход Добровольного флота. Им стал «Владивосток» под командованием капитан-лейтенанта Воронова. Судно было зачислено на баланс агентства Добровольного флота во Владивостоке. 13 августа 1880 года пароход «Россия», третьим из судов Общества, совершил заход во Владивосток, доставив 1350 тонн продовольствия, детали двух разобранных миноносцев для Сибирской военной флотилии, 59 офицеров, 994 солдата и 19 гражданских лиц.
С 1883 года, в соответствии с заключенным с правительством соглашением, пароходы Добровольного флота начали доставлять на Дальний Восток переселенцев. За первые 10 лет существования морской линии судами было перевезено 22 243 переселенца, свыше 39 тысяч пассажиров и военнослужащих, а также доставлено более 84 тысяч тонн грузов различного назначения. Добровольный флот на Дальнем Востоке стал основным морским транспортным предприятием, который обеспечивал внутренние и внешнеторговые связи края.
С 1891 года Добровольный флот стал основным грузоперевозчиком для строящейся Транссибирской железнодорожной магистрали. Были доставлены миллионы тонн грузов — рельсы, шпалы, специальное оборудование и фермы моста через реку Амур.
Государственная поддержка поспособствовала росту численности судов Добровольного флота: к 1914 году их насчитывалось 45. К началу XX века он был на втором месте после Русского общества пароходства и торговли (РОПиТ) среди отечественных пароходных компаний. В Русско-японскую войну четыре парохода Добровольного флота стали вспомогательными крейсерами, а семь — военными транспортами и госпитальными судами.
В годы Первой мировой войны суда Добровольного флота применялись в перевозках военных и хозяйственных грузов между портами Дальнего Востока, Русского Севера, а также портами союзных государств. Революция и Гражданская война раскололи Общество Добровольного флота на два лагеря. Часть руководства не приняла новую власть. К началу 1922 года флот общества насчитывал 3 судна: «Астрахань», «Ставрополь» и «Эривань», находившиеся в китайских портах под флагами Дальневосточной республики.
После окончания Гражданской войны в России советское правительство занялось восстановлением морского транспорта. 11 января 1922 года декрет Совнаркома сообщил о возрождении Добровольного флота. Новая власть взялась за возвращение во Владивосток из-за рубежа разбросанных по миру пароходов. В 1922 году в состав флота вернулись «Астрахань», «Георгий», «Индигирка», «Кишинев», «Олег», «Симбирск», «Симферополь», «Сишан», «Ставрополь», «Томск» и «Эривань». К середине 1924 года у советского Добровольного флота на Дальнем Востоке имелось уже 14 пароходов.
В 1924 году дальневосточный Добровольный флот был переименован в Дальневосточную контору «Совторгфлот». С 1929 по 1935 год шёл процесс увеличения и модернизации советского торгового флота на Дальнем Востоке. Расширялись районы плавания судов. В 1935 году компания была выделена в отдельную организацию, получив имя «Дальневосточное государственное морское пароходство».
К началу 1941 года торговый флот ДВМП состоял из 85 судов: 70 пароходов и 15 теплоходов, в том числе 5 танкеров. С началом Великой Отечественной войны Владивосток стал основным тихоокеанским форпостом Советского Союза. Практически весь флот ДВМП был привлечен к военным перевозкам. Главной задачей пароходства стала доставка грузов из США по программе ленд-лиза. С 1941 по 1945 год более 8,24 млн тонн (47,1 % от общего объема) стратегически необходимых грузов, направленных в СССР в рамках военной помощи, доставлены судами ДВМП через Тихий океан и порт Владивосток.
В конце 1940-х — начале 1950-х компания начала обновлять свой флот: на смену угольным пароходам пришли теплоходы и дизель-электроходы, как построенные на отечественных судостроительных заводах, так и трофейные. В 1946 году в составе ДВМП был создан пассажирский отдел. Морские пассажирские линии пароходства стали главным средством доставки советских граждан на Камчатку, Сахалин, Курилы и Магадан. На 1 января 1951 года состав пассажирского флота составлял 17 судов, которые одновременно могли взять на борт 8900 человек, чистая грузоподъемность которых составила 28 840 тонн.
В 1960—1970-е годы компания вышла на международный рынок грузовых перевозок. В 1958 году была открыта советско-японская грузовая линия Japan-Nakhodka Line. Суда ДВМП работали также на внутренних китайских линиях Дальний-Шанхай, Дальний-Циндао, Цингвандао-Шанхай во фрахте КНР, между портами Индонезии, осуществлялись рейсы в Демократическую Республику Вьетнам и Северную Корею.
В 1967 году была запущена новая линия пароходства — FESCO India Line. Базовыми портами линии стали Находка, Гонконг, Сингапур, Калькутта, Мадрас. В качестве дополнительных портов захода выступали — Иокогама, Пенанг, Порт-Суэттенхем.
В 1967 году для Дальневосточного морского пароходства были разработаны международное название Far Eastern Shipping Company и логотип FESCO.
В 1970—1980-е годы компания стала одной из крупнейших морских транспортных организаций Советского Союза. Подразделения ДВМП располагались по всему Дальнему Востоку. В состав пароходства входили 4 судоремонтных завода и свыше десяти портов и порт-пунктов, флот насчитывал свыше 230 судов, численность плавсостава достигла 20 тысяч моряков, а общее количество работников — 70 тысяч человек.
В 1970—1975 годах в состав флота пароходства входило 74 новых судна общим тоннажном 490 тысяч тонн. Это теплоходы типа «Варнемюнде», «50 лет ВЛКСМ», лесовозы-пакетовозы типа «Николай Новиков», контейнеровозы типа «Сестрорецк», «Александр Фадеев». Начали работу первые в стране щеповозы «Григорий Алексеев», «Павел Рыбин», новые ледоколы «Ермак» и «Адмирал Макаров».
В 1971 году в пароходстве создано управление международных линий. Большая часть контейнерного флота ДВМП сосредоточена на международных линейных контейнерных перевозках. Компания расширила деятельность до 200 портов более чем в 50 странах.
В 1972 году были запущены контейнерные перевозки судами пароходства между портами Японии, США и Гонконгом. Открыты две новые контейнерные линии — FESCO Pacific South и FESCO Pacific North. В этом же году в Приморское государственное морское пароходство были выделены все 43 танкера. В акционерное общество преобразовано в 1992 году.
В 1993 году компания запустила линию FANAL между портами Австралии и северо-западного побережья США. С постановкой на линию новых судов-контейнеровозов она преобразовалась в контейнерную, а число заходов увеличилось за счет портов Новой Зеландии и Полинезии. В 1993—1999 гг. были открыты офисы в Австралии, Гонконге, Новой Зеландии, США и Канаде.
В 1990-х годах компания без государственной поддержки продолжила обновление флота. В 1992—2002 годах в состав флота вошло 13 судов.
С 2002 по 2012 год флот компании обновился 26 судами: контейнеровозами, балкерами, суднами Ро-Ро и одним специализированным судном-снабженцем.
Флот включает более 30 транспортных судов, которые работают во всех районах мирового океана. На каботажных перевозках действуют регулярные контейнерные сервисы, связывающие базовый порт Владивосток с Сахалином, Курилами, Камчаткой, Чукоткой и Магаданом. Ежегодно в рамках Северного завоза суда компании доставляют тысячи тонн грузов в порты Чукотки и других регионов Дальнего Востока. ДВМП работает в Антарктиде, участвует в проектах по снабжению научно-исследовательских станций.

Владивосток, Вечный огонь и памятник погибшим в годы Второй мировой войны морякам торгового флота. На памятных досках перечислены потопленные на Тихом океане советские торговые суда и имена погибших моряков.

Во Владивостоке на Океанском проспекте установлен памятник моряку советского торгового флота, вернувшемуся из «загранки». Моряк одет в «фирменный» джинсовый костюм, при нём «фирменные» солнцезащитные очки, «фирменные» диски, «фирменная» сумка и дефицитный в то время полиэтиленовый пакет. Небрежным жестом руки он ловит «тачку».

До января 2013 года контрольный пакет ДВМП принадлежал группе «Промышленные инвесторы» предпринимателя Сергея Генералова, у которой был выкуплен группой «Сумма» предпринимателя Зиявудина Магомедова за сумму, оцениваемую в 1-1,4 млрд долларов.
31 мая 2016 года произошло неисполнение обязательств эмитента перед владельцами по погашению части номинальной стоимости в размере 20 % номинальной стоимости биржевых облигаций на сумму 401 559 000,00 рублей, а также Неисполнение обязательств эмитента перед владельцами по выплате купонного дохода в размере 120 146 452,80 рублей. Позднее купонная выплата была совершена. Эти события понизили долгосрочный кредитный рейтинг компании перед российскими и международными инвесторами.
28 сентября 2020 года Зиявудин Магомедов, владеющий 32,5 % группы FESCO, обвинил ее руководство в «рейдерском захвате» компании. По словам Магомедова, глава совета директоров FESCO Лейла Маммедзаде и ряд других членов совета, включая второго крупнейшего акционера группы Марка Гарбера (владеет 23,8 %), бывшего главу FESCO Александра Исурина и Дэниса Канта Мандала, пытаются сорвать общее собрание акционеров компании, которое должно было пройти 30 сентября. К числу мер по срыву собрания бизнесмен отнёс досрочное прекращение полномочий президента FESCO Максима Сахарова в начале сентября и назначение на этот пост Аркадия Коростелева. Конечной целью происходящего Магомедов назвал «содействие третьим лицам в рейдерском захвате» компании.

## Руководство
Генеральный директор и председатель правления — Пётр Валерьевич Иванов.

## Деятельность
ДВМП является головной компанией Транспортной группы FESCO. Группа объединяет возможности оператора морского, железнодорожного, автомобильного транспорта, предоставляет услуги стивидорного обслуживания на собственных и сторонних грузовых терминалах в портах Владивостока, Санкт-Петербурга, Новороссийска, осуществляет агентское обслуживание судов и грузоперевозчиков в различных портах мира через сеть собственных международных представительств.
ДВМП является крупнейшим перевозчиком в регионе российского Дальнего Востока, суда группы осуществляют перевозки в акватории всех омывающих страну океанов — Тихого, Атлантического и Северного Ледовитого.

## Начальники Дальневосточного морского пароходства
За историю существования Дальневосточного пароходства его возглавляло множество прославленных капитанов и государственных деятелей. Особое уважение вызывают у моряков руководители ДВМП, которым довелось возглавить компанию во время Великой Отечественной войны. Советским гражданским флотом на Тихом океане руководили будущий Министр морского флота СССР Афанасьев, Александр Александрович (1940—1942) и капитан потопленного нацистами теплохода «Комсомол» Мезенцев, Георгий Афанасьевич (1943—1945 гг.). Георгий Афанасьевич Мезенцев послужил реальным прототипом капитана на памятнике морякам торгового флота, погибшим в Великой Отечественной войне. Также можно выделить Вольмера Юрия Михайловича, который фактически оказался последним Министром морского флота СССР (с 24.10.1986 по 26.11.1991).
- Д. А. Лухманов (1867—1945) — первый директор-распорядитель Добровольного флота на Дальнем Востоке (03.1920 — 05.1921);
- В. А. Гвоздарев — управляющий Дальневосточным отделением Доброфлота на Дальнем Востоке (1.11.1922 —);
- А. А. Гончаров — начальник управления Совторгфлота Тихоокеанского бассейна (09.1929 — 04.1934);
- П. П. Ковель — руководитель Тихоокеанского управления морского флота с мая 1934 года до мая 1936 года;
- К. А. Грибанов — с мая 1936 года;
- В. Ф. Федотов (1894—1954) — 1937;
- А. В. Тимофеев с февраля 1938 года, ?повторно с 1953 года;
- А. А. Афанасьев — 04.1940 —08.1942;
- В. Ф. Федотов 1942—1944;
- В. А. Федосеев — заместитель начальника ДВМП по арктическим перевозкам (с 1957 года, после объединения ДВМП и Арктического пароходств);
- Г. А. Мезенцев (1903—1976) — 1943—1947 — начальник Дальневосточного морского пароходства[18];
- И. Г. Сырых (1905—1953) — с 1948 года;
- Н. А. Колотов — начальник Владивостокского арктического пароходства в 1952—1953 годах;
- П. М. Макаренко — с 1953 года;
- Н. Н. Малахов — с 1959 года;
- С. А. Лукьянченко — 1964—1968;
- В. П. Бянкин — 1969 — март 1977;
- Ю. И. Островский — с марта 1977 года.
- Ю. М. Вольмер 1980—1986
- В. М. Миськов 1986—1993